# Тамм, Аксель
Аксель Тамм (23 декабря 1931, Таллин — 14 августа 2023) — эстонский советский издательский работник, литературный критик. В 1968—1986 годах — главный редактор издательства «Ээсти Раамат» — основного в Эстонской ССР издательства художественной литературы.

## Биография
Родился в 1931 году в Таллине в семье служащего. Во время войны был эвакуирован в советский тыл в Ярославль. Окончил школу в Таллине в 1950 году.
В 1956 году окончил отделение эстонской филологии историко-филологического факультета Тартуского университета, затем там же учился в аспирантуре.
В 1958—1961 годах работал в редакции литературного журнала «Лооминг», возглавлял отдел публицистики.
В 1961—1966 годах — на функционерской работе в Союзе писателей Эстонской ССР.
Член КПСС с 1957 года. Член Союза писателей Эстонской ССР с 1966 года. В 1977 году был делегатом на 4-м Съезде писателей СССР.
С 1966 по 1982 год — главный редактор издательства «Эести Раамат».
С 1983 по 1995 год — главный редактор литературного журнала «Кеэль я кирьяндус».
Одновременно с 1981 по 1986 год был членом правления Союза писателей Эстонской ССР.
В конце 1990-х несколько лет работал советником президента Эстонии Леннарта Мери.

## Творчество
Как критик выступал с 1952 года. Известен, прежде всего, как ведущий литературных программ на радио и телевидении.
Специализировался на современной эстонской литературе и русской советской литературе.
Кроме того, работал как переводчик с русского языка, в том числе перевёл на эстонский произведения Ильи Эренбурга и Елены Вентцель.

## Звания и награды
- 1978 — Заслуженный деятель культуры Эстонской ССР
- 1986 — Орден Дружбы народов
- 2002 — Орден Белой звезды